# Lucila Pacheco
Lucila Pacheco es una política venezolana, actualmente diputada suplente de la Asamblea Nacional por el estado Zulia.

## Carrera
Antes de empezar su carrera política, Lucila se ha desempeñado como docente. Según el Instituto Venezolano de los Seguros Sociales, Pacheco ha estado en la nómina del Ministerio del Poder Popular para la Educación desde 2005.
Fue postulada como candidata lista de la coalición oficialista Gran Polo Patriótico por el estado Zulia en las elecciones parlamentarias de 2015, donde fue electa como diputada suplente por la Asamblea Nacional por el estado para el periodo 2016-2021 por el partido Patria Para Todos (PPT).
En 2018 Pacheco volvió a incorporarse a la Asamblea Nacional, empezando a militar en el partido Voluntad Popular y apoyando a la oposición, citando como motivo la convocatoria de Nicolás Maduro a la Asamblea Constituyente de 2017. En 2019, al igual que la diputada Arkiely Perfecto, ofreció su apoyo al presidente de la Asamblea Juan Guaidó, quien fue proclamado como presidente interino de Venezuela, y se mantuvo como opositora durante el resto del año como diputada principal.
La posición de Pacheco cambió en 2020. El 4 de enero expresó que no estaba de acuerdo con la reelección de Guaidó como presidente de la Asamblea Nacional, criticando también al G4, el grupo de los partidos principales de la oposición, y apoyó al diputado Luis Parra en la elección de la Comisión Delegada de la Asamblea al día siguiente. Pacheco acompañó como demandante a José Gregorio Noriega, quien fue expulsado de Voluntad Popular por su participación en la Operación Alacrán, para introducir un recurso de amparo ante la Sala Constitucional del Tribunal Supremo de Justicia (TSJ) para reingresar al partido y objetar a su directiva. Como respuesta, el TSJ intervino judicialmente al partido y designó a Lucila Pacheco como secretaria de organización.